# Où l'optimisme est roi
Pour plus de détails, voir Fiche technique et Distribution.
Où l'optimisme est roi est un film autrichien réalisé par Franz Antel sorti en 1950.

## Synopsis
Le bourgmestre strict Ignaz Nagler refuse non seulement de marier son fils à une femme viennoise, mais refuse également de permettre à quarante enfants illégitimes de prendre des vacances, comme le prévoit le gouvernement de l'État. L'implication est renforcée par deux journalistes. Ce n'est que lorsque Kitty Schröder prétend être la fille illégitime du maire que sa résistance est finalement surmontée.

## Fiche technique
- Titre français : Où l'optimisme est roi ou L'Optimisme est roi ou Un été sans péché[1]
- Titre original : Auf der Alm, da gibt's koa Sünd
- Réalisation : Franz Antel
- Scénario : Franz Antel, Aldo von Pinelli
- Musique : Hans Lang
- Direction artistique : Gustav Abel
- Photographie : Hans Heinz Theyer
- Production : Eduard Hoesch (de)
- Sociétés de production : Berna-Filmproduktion, Donau-Film Wien
- Société de distribution : Sascha Filmverleih
- Pays d'origine :  Autriche
- Langue : allemand
- Format : Noir et blanc - 1,37:1 - Mono - 35 mm
- Genre : Comédie
- Durée : 92 minutes
- Dates de sortie :
  - Autriche : 17 octobre 1950.
  - Allemagne : 24 octobre 1950.
  - France : 26 mai 1951[1].
  - Allemagne de l'Ouest : 18 février 1955.

## Distribution
- Maria Andergast : Kitty Schröder
- Karl Skraup (de) : Ignaz Nagler
- Annie Rosar : Maria, sa femme
- Alexander Trojan (de) : Hans, leur fils
- Joseph Egger : Le grand-père
- Inge Egger (de) : Inge Thaler, la réceptionniste
- Rudolf Carl : August Pfundhammer, l'aubergiste
- Susi Nicoletti : Annerl, sa fille
- Hans Richter : Paul Wittke, le reporter photo
- Ludwig Schmidseder : Max Obermayr, le journaliste de presse
- Peter Hey : Dr. Traugott Selig
- Ida Krottendorf : Zenzi, femme de ménage
- Isulinde Reuser : Eva

## Source de la traduction
- (de) Cet article est partiellement ou en totalité issu de l’article de Wikipédia en allemand intitulé « Auf der Alm, da gibt’s koa Sünd (1950) » (voir la liste des auteurs).